# Dragline
Een dragline of sleepgraver is een graafmachine die gebruikt wordt voor het verzetten van grote hoeveelheden grond of ander los materiaal. Het principe van de kraan berust op een grote arm (doorgaans een stalen vakwerk) waaraan een stalen bak met tanden hangt met behulp van staalkabels. De bak hangt onder de punt van de arm en wordt neergelaten met de tanden schuin naar beneden. Met een kabel wordt de bak naar de machine toe getrokken, de bak vult zich tijdens die beweging met grond. De bak wordt daarna opgehesen en de kraan kan dan om zijn as draaien om de grond in een vrachtwagen te storten.
Hoewel de kraan zich kan voortbewegen op rupsbanden wordt dit alleen gebruikt voor het verplaatsen van de machine, de rupsaandrijving is te traag om behulpzaam te zijn bij het verplaatsen van grond. Het bereik en de capaciteit van de machine worden vooral beperkt door de afmetingen van de arm.

## Gebruik
Draglines worden vooral toegepast in de dagbouw. De machines zijn door hun constructie vooral geschikt om te ontgraven onder het niveau waar ze staan.

## Draglineschotten
Draglineschotten zijn dikke, brede houten planken die aaneen gelegd een stabiele en drukverdelende ondergrond vormen voor draglines of ander zwaar materieel. De meest courante maten zijn: 3 tot 12 meter lang; 10 tot 30 cm dik en tot een meter breed. Het eigen gewicht van de planken varieert van ca. 250 kg tot 4.000 kg/stuk.